# Amaranthe
Amaranthe er et svensk metal-band, power metal-band der stammer fra Sverige, men bandets trommeslager, Morten Løwe Sørensen, og bassist, Johan Andreassen, er fra Danmark. Bandet hed oprindeligt Avalanche, men blev nødt til at skifte deres navn til Amaranthe af juridiske grunde. Bandet blev oprindeligt dannet af Jake E (Dreamland, Dream Evil) og Olof Mörck (Dragonland, Nightrage), men Amaranthe begyndte først at tage fart, da Elize Ryd (Som har turneret med Kamelot), Andreas Solveström (Cipher System, Within Y), og Morten Løwe Sørensen (The Cleansing, Koldborn, Mercenary) sluttede sig til bandet.
Johan Andreassen (Engel) blev først en del af Amaranthe efter udgivelsen af deres første demo, Leave Everything Behind, men før indspilningen af deres selvbetitlede debutalbum.
Den 13. april 2011, udkom debutalbummet Amaranthe, der nåede plads nummer 35 på den svenske hitliste og nummer 16 på den finske.
Den 13. august 2012, annoncerede bandet på Facebook at de ville gå i studiet den 24. september for at indspille deres album nummer 2, som står til at blive udgivet i begyndelsen af 2013.

## Medlemmer
- Elize Ryd – Sanger (2008-)
- Nils Molin – Sanger (2017-)
- Henrik Englund Wilhelmsson – Growler (2013-)
- Olof Mörck – Guitar & keyboard (2008-) [Bas 2008-2009]
- Morten Løwe Sørensen – Trommer (2008-)
- Johan Andreassen – Bas (2009-)

## Tidligere Medlemmer
- Andreas Solveström - Growler(2008-2013)
- Jake E - Sanger (2008-2017)

## Diskografi

### Studiealbummer
- Amaranthe (2011)
- The Nexus (2013)
- Massive Addictive (2014)
- Maximalism (2016)
- Helix (2018)
- Manifest (2020)

### Singler
- "Hunger" (2011)
- "Rain" (2011)
- "Amaranthine" (2011)
- "1.000.000 Lightyears" (2012)
- "The Nexus" (2012)
- "Invincible" (2013)
- "Burn With Me" (2013)
- "Drop Dead Cynical" (2014)
- "Trinity" (2014)
- "Digital World" (2014)
- "That Song" (2016)
- "Fury" (2016)
- "Maximize" (2016)
- "Boomerang" (2017)
- "Maximize (Bliniks Remix)" (2017)
- "365"	(2018)
- "Countdown" (2018)
- "Inferno" (2018)
- "Dream"	(2019)
- "Helix"	(2019)
- "GG6v" (2019)
- "82nd All the Way" (Sabaton cover) (2020)
- "Do or Die" (featuring Angela Gossow) (2020)
- "Viral"	(2020)
- "Strong" (featuring Noora Louhimo) (2020)
- "Archangel" (2020)
- "Fearless" (2020)
- "BOOM!1" (2020)

### Demoer
- Leave Everything Behind (2009)